# Technologieboom
In strategiespellen is een technologieboom (letterlijk vertaald uit het Engels: technology tree / tech tree) een hiërarchische structuur van de mogelijke technologieën die de speler kan onderzoeken. Dit concept is omstreeks 1980 geïntroduceerd door Francis Tresham; hij gebruikte de term in zijn bordspel Civilization, uitgegeven door Avalon Hill onder andere.
Meestal kan in het begin van een spel slechts een paar (basis)technologieën onderzocht worden, het afronden van dergelijke (deel)onderzoeken ontsluit doorgaans de mogelijkheid om nieuwe technologieën hoger in de boom te onderzoeken. De technologieboom bevat alle mogelijke paden die de speler kan doorlopen bij het doen van onderzoek naar technologieën. In een spel kan als een beperkende factor ingebouwd worden dat bij een tweesprong in een technologieboom een keuze gemaakt moet worden tussen een beperkt aantal technologieën. Een spel kan meerdere afzonderlijke boomstructuren hebben voor verschillende aspecten van het spel, bijvoorbeeld een voor militaire technologieën en een voor economische technologieën.
De technologieboom is niet altijd als zodanig opvraagbaar of zichtbaar in het spel. De speler kan in dergelijke situaties wel zien welke technologieën of gebouwen vereist zijn voor volgende technologieën maar de boomstructuur als geheel is niet in één overzicht te bekijken. Om toch in de behoefte aan een dergelijke overzicht te voorzien worden op een aantal fansites van betreffende computerspellen een eigengemaakte technologieboom gepubliceerd.

## Real-time en turn-based strategy
In veel real-time strategy computerspellen (zoals Age of Empires, StarCraft of Total Annihilation) kan de speler aanvankelijk alleen de basisgebouwen bouwen en kunnen geavanceerde gebouwen pas daarna gebouwd worden. Ook kunnen bepaalde gebouwen vereist zijn om eenheden te produceren. De technologieboom geeft in dit soort spellen weer welke gebouwen vereist zijn om andere te bouwen. Daarnaast hebben sommige real-time strategy computerspellen (zoals spellen in de Command & Conquer-serie) een speciaal gebouw waarin technologieën onderzocht kunnen worden, waaronder verbeterde eenheden en/of nieuwe gebouwen. In veel turn-based strategy computerspellen (zoals Civilization) bevat de technologieboom de technologieën die onderzocht kunnen worden - hiervoor hoeft men vaak niet bepaalde gebouwen te bezitten.

## Complexiteit

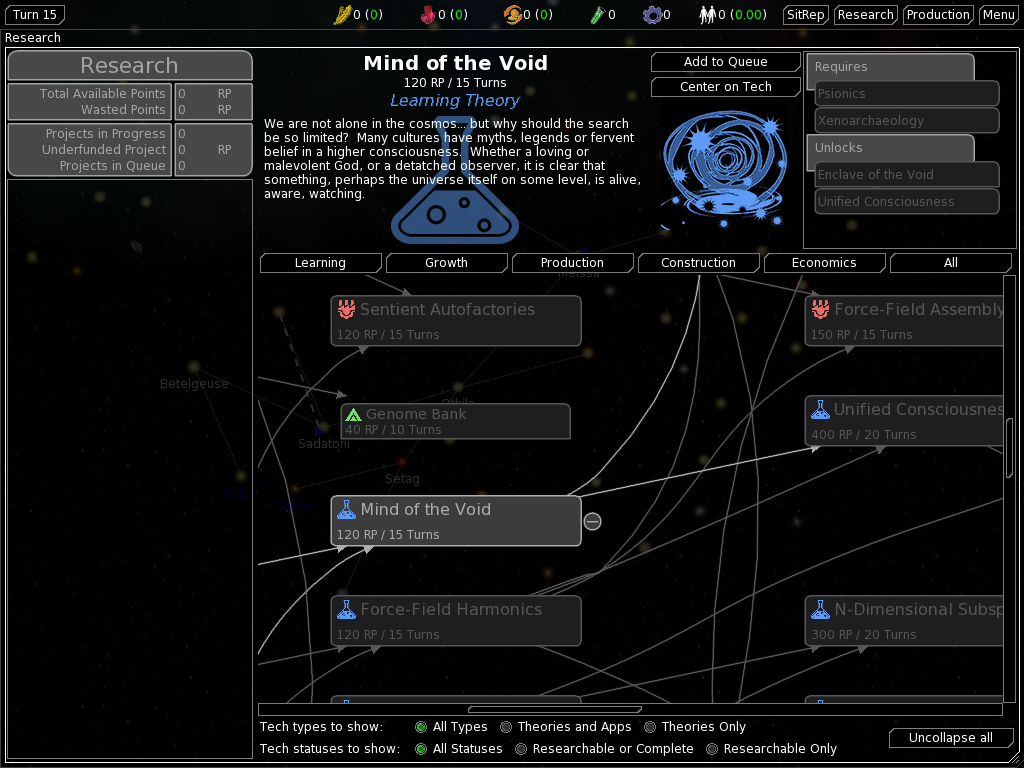
Een deel van de technologieboom van opensource computerspel FreeOrion.

De complexiteit van de technologieboom kan verschillen per spel. In Master of Orion zijn er bijvoorbeeld enkele onderzoeksgebieden waarbij de speler elk gebied tot het hoogste niveau kan uitwerken zonder onderzoek uit te voeren in de andere gebieden. In complexe technologiebomen (zoals in Civilization) heeft elke technologie op een hoger niveau meerdere vereisten van technologieën op een lager niveau. Om technologieën op zeer hoge niveaus te onderzoeken, moet men veel van de technologieën op lagere niveaus onderzocht hebben. De technologieboom kan in feite zo eenvoudig of complex zijn als de ontwikkelaars wensen. In Space Empires kan de speler bijvoorbeeld na voldoende onderzoek in een bepaald onderzoeksgebied verder onderzoek uitvoeren in een nieuw onderzoeksgebied wat eerder nog niet toegankelijk was.
In sommige computerspellen (voornamelijk real-time strategy spellen) zijn bepaalde technologieën alleen beschikbaar voor bepaalde partijen. In turn-based strategy spellen zijn de technologieën doorgaans beschikbaar voor alle partijen.
Doordat een technologie in veel spellen meerdere vereisten kan hebben, is een technologieboom geen boomstructuur maar een gerichte acyclische graaf.